# هیلکا تویولا
هیلکا ترتو هیلدا تُویْوُلا (زاده ۲۰ ژوئن ۱۹۰۹ در آکائا - درگذشته ۲۰۰۲) یک هنرمند زن فنلاندی بود که بسیاری از آثار مهم سبک ویترای را به ویژه برای کلیساها خلق کرد.

## پیشینه
مادر و برادر بزرگتر وی در تورکو هنر خوانده بودند. تویولا از سال ۱۹۳۲ تا ۱۹۳۵ در آکادمی هنر تورکو تحصیل کرد و با درجه عالی فارغ‌التحصیل شد. تویولا همچنین با نقاشان شیشه، جووانی تولر در فلورانس (۱۹۳۸) و پیر گاودن در پاریس (۱۹۵۱) آموزش دید. 

## آکادمی هنر تورکو
تویولا در دو دوره از ۱۹۴۲ تا ۱۹۴۵ و سپس از ۱۹۶۴ تا ۱۹۶۹ در آکادمی هنر تورکو استاد طراحی بود و بین سال‌های ۱۹۶۹ تا ۱۹۷۳ رئیس این آکادمی بود.
تویولا با اوتسو کارپاککا نقاش فنلاندی ازدواج کرد که حدود ۶۰ سال در کنار یکدیگر به عنوان هنرمند کار کردند و در ایجاد چندین نقاشی دیواری بزرگ و قطعات شیشه‌ای رنگی همکاری داشتند.
در سال ۱۹۷۰ به تویولا نشان شیر فنلاند اعطا شد.